# Benyllus rufus
Benyllus rufus är en stekelart som beskrevs av Cameron 1903. Benyllus rufus ingår i släktet Benyllus och familjen brokparasitsteklar. Inga underarter finns listade.